# 枕経
枕経（まくらきょう、まくらぎょう）とは、死者の枕元でお経などをあげる事。臨終諷経（りんじゅうふぎん）、枕頭回向（ちんとうえこう）、臨終勤行。浄土真宗では枕勤めともいう。

## 仏教各宗派

### 真言宗
故人の前に枕飾（まくらかざり）を設ける。僧侶が故人に末期の水を行い、印を結び、読経する。また、枕元に瑟瑟座（しつしつざ）に坐する（坐像）不動明王の絵像（掛け軸）を掛けるが慣わしとなっている。
不動明王の絵像を用いることは、僧俗共通である。しかし、実際は葬祭業者が枕飾の道具などを持ち込んだり、設置するのがほとんどなので、故人が一般信徒の場合は「南無大師遍照金剛」（御宝号）の掛け軸が掛けられることが多い。これは葬祭業者側に枕飾に用いる掛け軸についての知識が乏しいためである。
故人が僧侶の場合は、寺側で枕飾の掛け軸を用意することが多いので、おのずと不動明王の絵像（掛け軸）であることが多い。

### 曹洞宗
故人の亡きがらを安置し、枕元に置いた机の上に蝋燭、線香、四華花を供え、読経する。
読まれる経は地域によって異なるが「仏垂般涅槃略説教誡経」「参同契」「宝鏡三昧」などが多い。

### 日蓮正宗
日蓮正宗の場合、さらに枕元に導師本尊（故人の即身成仏のための本尊、通夜・葬儀では祭壇奥に掲げる）を掲げ、僧侶（原則として所属寺院の住職）の導師によって行われ、読経の途中で焼香をする。読まれる経は、法華経の「方便品」と「寿量品」などが多い。「南無妙法蓮華経」が唱えられる。